# Rouvres-sur-Aube
Rouvres-sur-Aube är en kommun i departementet Haute-Marne i regionen Grand Est (tidigare regionen Champagne-Ardenne) i nordöstra Frankrike. Kommunen ligger i kantonen Auberive som tillhör arrondissementet Langres. År 2022 hade Rouvres-sur-Aube 69 invånare.

## Befolkningsutveckling
Antalet invånare i kommunen Rouvres-sur-Aube
| Referens: INSEE |